# 薩皮然卡 (沙爾霍羅德區)
48°38′28″N 28°17′59″E / 48.64111°N 28.29972°E
薩皮然卡（烏克蘭語：Сапіжанка）是位於烏克蘭西南部文尼察州裏日梅林卡區的村莊，面積16.6平方公里，海拔高度272米，2001年人口1,035，人口密度每平方公里62.34人。